# Premio Smith

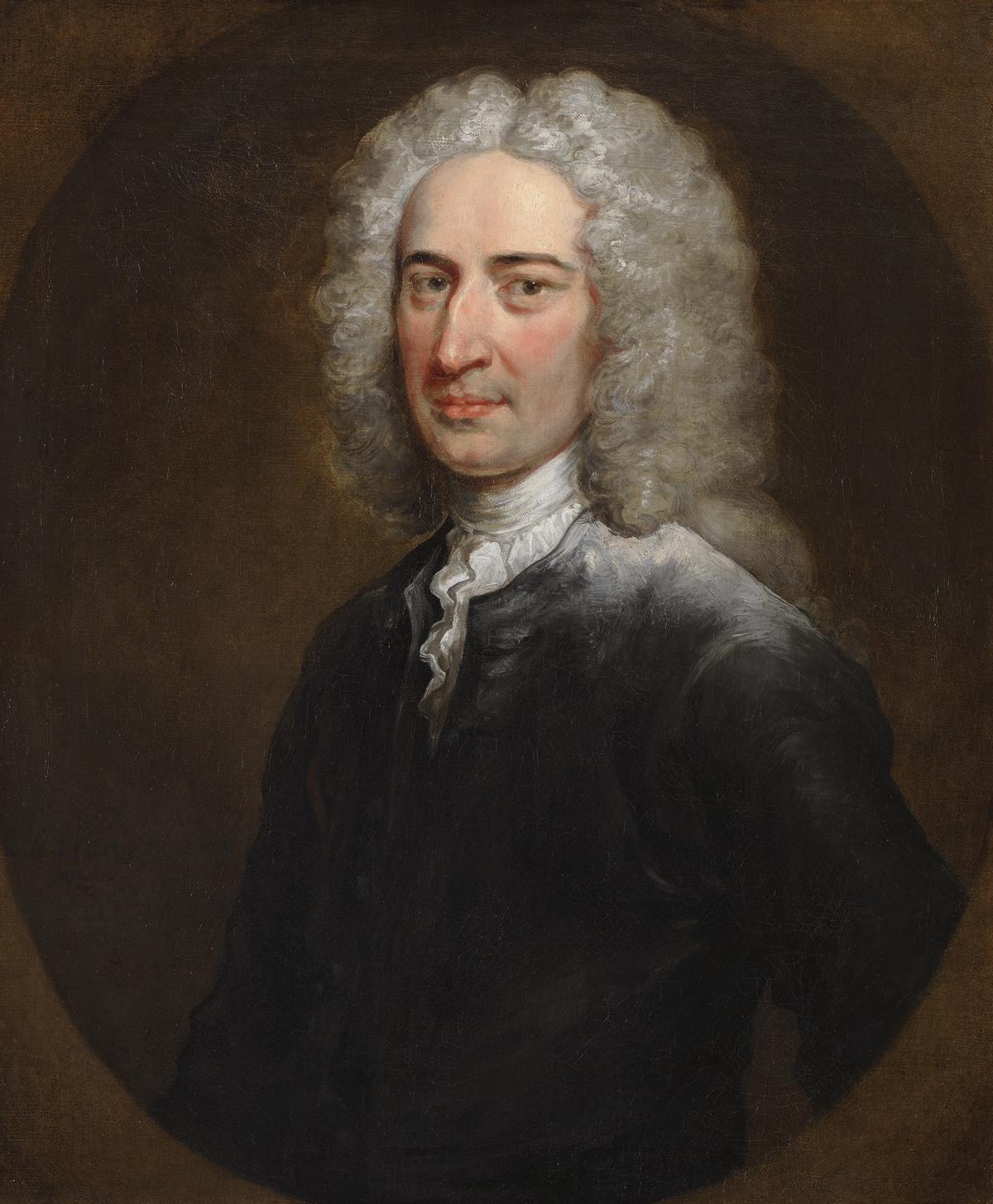
El matemático Robert Smith (1689-1768)

El Premio Smith (nombre original en inglés: Smith's Prize) fue el nombre de cada uno de los dos premios otorgados anualmente a dos estudiantes de investigación en matemáticas y física teórica en la Universidad de Cambridge desde 1769. Tras su reorganización en 1998, ahora se otorgan bajo los nombres de Premio Smith-Knight y Premio Rayleigh-Knight.

## Historia
El fondo del Premio Smith fue fundado por el legado del matemático Robert Smith después de su muerte en 1768, que en su testamento dejó acciones de la Compañía del Mar del Sur a la Universidad de Cambridge por valor de 3500 libras. Cada año, dos o más estudiantes junior de bachiller universitario en letras que hubieran hecho el mayor progreso en matemáticas y filosofía natural recibirían un premio del fondo. El premio fue otorgado todos los años desde 1769 hasta 1998, excepto en 1917.
Desde su inicio en 1769 hasta 1885, los estudiantes premiados se seleccionaron mediante una serie de exámenes. En 1854, George Stokes incluyó una pregunta de examen sobre un teorema particular sobre el que William Thomson le había escrito, que ahora se conoce como el teorema de Stokes. El matemático T. W. Körner dijo al respecto:

Solo un pequeño número de estudiantes se examinó para el premio Smith en el siglo XIX. Cuando Karl Pearson se examinó en 1879, los examinadores fueron Stokes, Maxwell, Cayley, y Todhunter y los examinados acudieron en cada ocasión a la residencia de un examinador, prepararon una prueba por la  mañana, almorzaron allí y continuaron su trabajo en la prueba por la tarde.

En 1885, el examen pasó a llamarse Parte III (actualmente conocido como Certificate of Advanced Study in Mathematics) y el premio fue otorgado al mejor ensayo presentado en lugar de al estudiante con la mejor nota en el examen. Según Barrow-Green:

Al fomentar el interés en el estudio de las matemáticas aplicadas, la competencia contribuyó al éxito en la física matemática que se convertiría en el sello de las matemáticas de Cambridge durante la segunda mitad del siglo XIX.

En el siglo XX, la competencia estimuló la investigación de posgrado en matemáticas en Cambridge y ha desempeñado un papel importante al proporcionar un trampolín para los graduados interesados en iniciar una carrera académica. La mayoría de los ganadores de premios se han convertido en matemáticos o físicos profesionales.
El Premio Rayleigh fue un galardón adicional, que se otorgó por primera vez en 1911.
Los premios Smith y Rayleigh solo eran accesibles para los graduados de Cambridge que hubieran cursado sus estudios universitarios allí. El Premio J.T. Knight se estableció en 1974 para los graduados de Cambridge que hubieran estudiado en otras universidades. Este premio conmemora a J.T. Knight (1942-1970), que había sido un estudiante universitario en Glasgow graduado en Cambridge, que murió en un accidente automovilístico en Irlanda en abril de 1970.

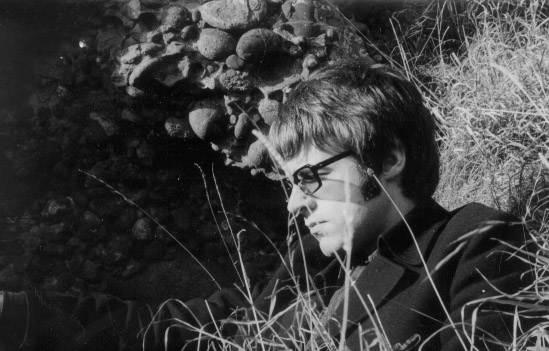
J.T. Knight

### Dotación de los premios
Originalmente, en 1769, los premios valían 25 libras cada uno y se mantuvieron en ese nivel durante 100 años. En 1867, cayeron a 23 libras y en 1915 todavía se citaba que valía esa cantidad. Hacia 1930, el valor había aumentado a alrededor de 30 libras, y para 1940, el valor había aumentado en una libra más, a 31. Para 1998, un Premio Smith valía alrededor de 250 libras.
En 2007, el valor de los tres fondos del premio fue de aproximadamente 175.000 libras.

### Reorganización de premios
En 1998, el Premio Smith, el Premio Rayleigh y el Premio JT Knight fueron reemplazados por el "Premio Smith-Knight" y el "Premio Rayleigh-Knight", siendo los requisitos exigidos para el primero superiores a los requeridos para el segundo.

## Ganadores del Premio Smith
Para el período entre 1769 y 1940, la lista completa figura en Barrow-Green (1999), que incluye los títulos de los ensayos premiados desde 1889 hasta 1940. La relación siguiente es una selección de esta lista.

### Premiados mediante examen
- 1769 George Atwood, Thomas Parkinson
- 1770 William Smith, James Oldershaw
- 1771 Thomas Starkie, Roger Keddington
- 1772 George Pretyman Tomline, John Lane
- 1773 John Jelland Brundish, George Whitmore
- 1774 Isaac Milner, Humphrey Waring
- 1775 Samuel Vince, Henry William Coulthurst
- 1776 John Oldershaw, W. Wright
- 1777 David Owen, John Baynes
- 1778 William Farish, William Taylor
- 1779 Thomas Jones, Herbert Marsh
- 1780 St John Priest, William Frend
- 1781 T. Catton, Henry Ainslie
- 1782 James Wood, John Hailstone
- 1783 Francis John Hyde Wollaston, Joseph Proctor
- 1784 Robert Acklom Ingram, John Holden
- 1785 William Lax, John Dudley
- 1786 John Bell, George Hutchinson
- 1787 Joseph Littledale, Algernon Frampton
- 1788 John Brinkley, Edmund Outram
- 1789 William Millers, Joseph Bewsher
- 1790 Bewick Bridge, Francis Wrangham
- 1791 Daniel Mitford Peacock, William Gooch
- 1792 John Palmer, George Frederick Tavel
- 1793 Thomas Harrison, Thomas Strickland
- 1794 George Butler, John Singleton Copley
- 1795 Robert Woodhouse, William Atthill
- 1796 John Kempthorne, William Dealtry
- 1797 John Hudson, John Lowthian
- 1798 Thomas Sowerby, Robert Martin
- 1799 William Fuller Boteler, John Brown
- 1800 James Inman, George D’Oyley
- 1801 Henry Martyn, William Woodall
- 1802 Thomas Penny White, John Grisdale
- 1803 Thomas Starkie, Charles James Hoare
- 1804 William Albin Garratt, John Kaye
- 1805 Samuel Hunter Christie, Thomas Turton Ð
- 1806 J. F. Pollock, Henry Walter
- 1807 Henry Gipps, John Carr
- 1808 Henry Bickersteth, Miles Bland
- 1809 Edward Hall Alderson, G. C. Gorham , John Standly
- 1810 William Henry Maule, Thomas Shaw Brandreth
- 1811 Thomas Edward Dicey, William French
- 1812 Cornelius Neale, Joseph William Jordan
- 1813 John Herschel, George Peacock
- 1814 Richard Gwatkin, Henry Wilkinson
- 1815 Charles George Frederick Leicester Frederick Calvert
- 1816 Edward Jacob, William Whewell
- 1817 John Thomas Austen, Temple Chevallier
- 1818 John George Shaw-Lefevre, John Hind
- 1819 Joshua King, George Miles Cooper
- 1820 Henry Coddington, Charles Smith Bird
- 1821 Henry Melvill, Solomon Atkinson
- 1822 Hamnett Holditch, Mitford Peacock
- 1823 George Biddell Airy, Charles Jeffreys
- 1824 John Cowling, James Bowstead
- 1825 James Challis, W. Williamson
- 1826 William Law, William Henry Hanson
- 1827 Thomas Turner, Henry Percy Gordon
- 1828 Charles Perry, John Bailey
- 1829 William Cavendish, Henry Philpott
- 1830 Edward Horatio Steventon, James William Lucas Heaviside
- 1831 Samuel Earnshaw, Thomas Gaskin
- 1832 Douglas Denon Heath, Samuel Laing
- 1833 Alexander Ellice, Joseph Bowstead
- 1834 Philip Kelland, Thomas Rawson Birks
- 1835 Henry Cotterill, Henry Goulburn
- 1836 Archibald Smith, John William Colenso
- 1837 William Nathaniel Griffin Edward Brumell
- 1838 Thomas John Main James George Mould
- 1839 Percival Frost Benjamin Morgan Cowie
- 1841 George Gabriel Stokes
- 1842 Arthur Cayley
- 1843 John Couch Adams[5]
- 1845 William Thomson y Stephen Parkinson
- 1848 Isaac Todhunter[6] y Alfred Barry
- 1852 Peter Guthrie Tait y Steele[7]
- 1853 Thomas Bond Sprague y Robert Braithwaite Batty
- 1854 James Clerk Maxwell y Edward John Routh[8]
- 1860 James Stirling
- 1861 William Steadman Aldis
- 1863 Robert Romer
- 1865 John Strutt
- 1868 John Fletcher Moulton y George Darwin
- 1869 John Eliot
- 1870 Alfred George Greenhill y Richard Pendlebury
- 1872 Horace Lamb
- 1874 W. W. Rouse Ball
- 1875 William Burnside (primero) y George Chrystal (segundo)
- 1878 John Edward Aloysius Steggall
- 1880 Joseph Larmor y Joseph John Thomson

### Premiados por un ensayo
- 1886 Robert Franklin Muirhead
- 1888 Alfred Dixon
- 1889 Henry Baker
- 1891 Hector Munro Macdonald[9] and Ralph Allan Sampson
- 1895 George Thomas Manley[10]
- 1896 W.S.Adie, Archibald Young Gipps Campbell and F. W. Lawrence
- 1897 Edmund Whittaker
- 1898 Ernest William Barnes and Richard Cockburn Maclaurin
- 1901 Godfrey Harold Hardy and James Hopwood Jeans[11] (igual)
- 1904 Ebenezer Cunningham[12]
- 1905 Harry Bateman[13]
- 1906 George Rivers Blanco White
- 1907 Arthur Stanley Eddington
- 1908 John Edensor Littlewood and James Mercer[14]
- 1909 Herbert Turnbull[15] and George Neville Watson
- 1910 William Edward Hodgson Berwick[16]
- 1911 George Henry Livens[17]
- 1912 E. H. Neville, Louis Mordell[18]
- 1913 Sydney Chapman[19]
- 1914 Bhupati Mohan Sen
- 1918 Edward Lindsay Ince,[20] K.A. Rau.
- 1921 Albert Edward Ingham[21] and William Greaves
- 1922 Edward Arthur Milne[22]
- 1923 John Charles Burkill[23]
- 1925 Llewellyn Hilleth Thomas
- 1927 Sydney Goldstein
- 1929 John Macnaughten Whittaker[24]
- 1930 John A. Todd[25] and Raymond Paley
- 1931 H.S.M Coxeter[26]
- 1935 Henry G. Booker, L. Howarth
- 1936 Alan Turing, E.A. Green
- 1937 E.R. Love, H.R. Pitt
- 1938 Fred Hoyle
- 1939 T.A. Easterfield, HNV Temperley
- 1940 I. J. Good   R. E. Macpherson
- 1949 Derek Taunt
- 1950 Abdus Salam and Brian Haselgrove
- 1952 Michael P. Drazin[27]
- 1957 Philip Gerald Drazin, John Robert Ringrose[28]
- 1960 Keith Moffatt and Ian Hacking[29]
- 1962 Jayant Narlikar, John Kingman[30]
- 1967 Stephen Watson[31]
- 1969 C.J.S. Clarke, P.G. Dixon, C.J. Myerscough, A.R. White and J.S. Wilson
- 1971 Douglas C. Heggie
- 1972 Brian L. N. Kennett[32] and Andrew Ranicki[33]
- 1975 Brian D. Ripley
- 1976 Roger Heath-Brown and Bernard Silverman
- 1978 James Stirling
- 1988 Andrew W Woods[34]
- 1994 Group 1: G.J. McCaughan. Group 2: P.A. Shah, S.M. Tobias. Group 3: R.A. Battye, D.R.D. Scott.
- 1996 Gordon Ian Ogilvie[35]
- 1998 S. M. Blanchflower, A. E. Holroyd, M. J. Walters, J. A. Dee, B. Szendroi and Damon J. Wischik[36]

## Ganadores del Premio Rayleigh
En el Apéndice 1 ("Lista de ganadores de premios y sus ensayos 1885-1940") se proporciona una lista más completa de los ganadores de los premios Rayleigh.
- 1913 Ralph H. Fowler[37]
- 1923 Edward Collingwood
- 1927 William McCrea[38]
- 1930 Harold Davenport[39]
- 1937 David Stanley Evans[40]
- 1951 Gabriel Andrew Dirac[41]
- 1980 David Benson[42]
- 1982 Susan Stepney[43]
- 1994 Grupo 4: J.D. King, A.P. Martin. Grupo 5: K.M. Croudace, J.R. Elliot.
- 1998 P. Bolchover, O. T. Johnson, R. W. Verrill, R. Bhattacharyya, U. A. Salam, S. A. Wright y T. J. Hunt

## Premios J. T. Knight
- 1974 Cameron Leigh Stewart[44] Allan J. Clarke
- 1975 Frank Kelly[45] y Ian Sobey
- 1976 Trevor McDougall
- 1977 Gerard Murphy
- 1981 Bruce Allen y Philip K. Pollett
- 1983 Ya-xiang Yuan
- 1985 Reinhard Diestel
- 1987 Qin Sheng (mathematician)
- 1988 Somak Raychaudhury
- 1990 Darryn W. Waugh
- 1991 Henrik O. Rasmussen, Renzo L. Ricca
- 1992 Grant Lythe, Christophe Pichon
- 1993 Anastasios Christou Petkou
- 1994 Grupo 1: M. Gaberdiel, Y. Liu. Grupo 3: H.A. Chamblin. Grupo 4: P.P. Avelino, S.G. Lack, A.L. Sydenham. Grupo 5: S. Keras, U. Meyer, G.M. Pritchard, H. Ramanathan, K. Strobl. Grupo 6: A.O. Bender, V. Toledano Laredo.
- 1996 Conor Houghton, Thomas Manke
- 1997 Arno Schindlmayr
- 1998 A. Bejancu, GM Keith, J. Sawon, DR Brecher, TSH Leinster, S. Slijepcevic, K. K. Damodaran, AR Mohebalhojeh, CT Snydal, F. De Rooij, O. Pikhurko, David KH Tan, PR Hiemer, T. Prestidge, F. Wagner, Viet Ha Hoàng, AW Rempel y Jium-Huei Proty Wu

## Ganadores del Premio Smith-Knight
- 1999 D. W. Essex, H. S. Reall, A. Saikia, A. C. Faul, Duncan C. Richer, M. J. Vartiainen, T. A. Fisher, J. Rosenzweig, J. Wierzba y J. B. Gutowski[46][47] X
- 2001 B. J. Green, T A. Mennim, A. Mijatovic, F. A. Dolan, Paul D. Metcalfe y S. R. Tod.
- 2002 Konstantin Ardakov,[48] Edward Crane[49] y Simon Wadsley[50]
- 2004 Neil Roxburgh[51]
- 2005 David Conlon[52]
- 2008 Miguel Paulos
- 2009 Olga Goulko
- 2011 Ioan Manolescu
- 2014 Bhargav P. Narayanan[53]
- 2018 Theodor Bjorkmo, Muntazir Mehdi Abidi, Amelia Drew, Leong Khim Wong

## Ganadores del Premio Rayleigh-Knight
- 1999 C. D. Bloor, R. Oeckl, J. Y. Whiston, Y-C. Chen, P. L. Rendon, C. Wunderer, J. H. P. Dawes, D. M. Rodgers, H-M. Gutmann y A. N. Ross
- 2001 AFR Bain, S. Khan, S. Schafer-Nameki, NR Farr, J. Niesen, JH Siggers, M. Fayers, D. Oriti, MJ Tildesley, JR Gair, MREH Pickles, AJ Tolley, SR Hodges, R. Portugueses, C. Voll, M. Kampp, PJP Roche y BMJB Walker[54]
- 2004 Oliver Rinne
- 2005 Guillaume Pierre Bascoul y Giuseppe Di Graziano
- 2007 Anders Hansen[55] y Vladimir Lazić